# Anders Lindegaard
Anders Rosenkrantz Lindegaard (ur. 13 kwietnia 1984 w Odense) – duński piłkarz występujący na pozycji bramkarza, zawodnik szwedzkiego klubu Helsingborgs IF.

## Kariera klubowa

### Odense
Lindegaard zaczynał swoją karierę w klubie Odense Boldklub. 30 lipca 2009 roku zadebiutował w europejskich pucharach w wygranym 4:3 spotkaniu z macedońskim Rabotniczki Skopje. Jednakże przyjście w 2009 roku Roya Carrolla do Odense zmusiło Lindegaarda do odejścia.

### Aalesunds
W 2009 roku Lindegaard przybył do norweskiego Aalesund. Początkowo był tylko wypożyczony, lecz później wykupiono go na stałe.
Od początku listopada 2010 zaczęto informować o zainteresowaniu jego osobą ze strony angielskiego Manchesteru United. W związku z tym były gracz i legenda United, Peter Schmeichel wyraził powątpiewanie czy Lindegaard jest już gotowy do regularnej gry w Premier League. 23 listopada 2010 roku pojawiła się informacja, jakoby menadżer United Sir Alex Ferguson miał podpisać kontrakt z Duńczykiem w ciągu "najbliższych dwóch, trzech tygodni".

### Manchester United
27 listopada 2010 roku oficjalna strona Manchesteru United podała, iż od stycznia 2011 roku Lindegaard będzie zawodnikiem United, z którymi podpisał trzyipółletni kontrakt. W sezonie 2011/2012 ma pełnić rolę drugiego bramkarza. Dotychczas w Manchesterze w pierwszej jedenastce wystąpił pięć razy i we wszystkich spotkaniach zachował czyste konto.

### West Bromwich Albion
31 sierpnia 2015 r. przeszedł z Manchesteru United do West Bromwich Albion podpisując kontrakt z klubem do czerwca 2017 roku.

### Preston North End
2 lipca 2016 przeszedł do klubu Preston North End, do którego był wypożyczony w poprzednim sezonie 2015/2016. Podpisał on umowę na rok, a poprzednią z West Bromwich Albion rozwiązał za porozumieniem stron.

### Burnley F.C.
W latach 2017–2019 bronił barw angielskiego zespołu Burnley F.C., nie wystąpił w żadnym spotkaniu tego klubu.

### Helsingborgs IF
18 lipca 2019 podpisał kontrakt ze szwedzkim klubem Helsingborgs IF, umowa obowiązywała do 31 grudnia 2021.

## Kariera reprezentacyjna
Lindegaard reprezentował Danię na szczeblach młodzieżowych U-19 i U-20, obecnie zaś występuje w kadrze A. W kadrze do lat 19 zadebiutował 5 września 2002 roku w przegranym 1:2 spotkaniu towarzyskim z reprezentacją Irlandii. W kadrze do lat 20 zadebiutował 19 lipca 2003 roku w wygranym 2:0 spotkaniu z reprezentacją Walii. 7 września 2010 roku Lindegaard zadebiutował w kadrze A. Stało się to w wygranym 1:0 meczu z reprezentacją Islandii rozegranym w ramach eliminacji do Mistrzostw Europy 2012.

### Reprezentacyjne
| #   | Data                 | Zespół | Miejsce                       | Przeciwnik             | Rezultat | Rozgrywki                                      |
| --- | -------------------- | ------ | ----------------------------- | ---------------------- | -------- | ---------------------------------------------- |
| 1.  | 5 września 2002      | U-19   | Roskilde, Dania               | Irlandia U-19          | 1:2      | Towarzyski                                     |
| 2.  | 13 października 2002 | U-19   | Berno, Szwajcaria             | Szwajcaria U-19        | 1:0      | eliminacje do Mistrzostw Europy do lat 19 2003 |
| 3.  | 19 lipca 2003        | U-20   | Ballymoney, Irlandia Północna | Walia U-20             | 2:0      | Milk Cup 2003                                  |
| 4.  | 23 lipca 2003        | U-20   | Limavady, Irlandia Północna   | Irlandia Północna U-20 | 1:0      | Milk Cup 2003                                  |
| 5.  | 23 września 2003     | U-20   | Borodzianka, Ukraina          | Ukraina U-20           | 0:1      | Towarzyski                                     |
| 6.  | 25 września 2003     | U-20   | Kijów, Ukraina                | Ukraina U-20           | 0:0      | Towarzyski                                     |
| 7.  | 7 września 2010      | A      | Kopenhaga, Dania              | Islandia               | 1:0      | Eliminacje do Mistrzostw Europy 2012           |
| 8.  | 8 października 2010  | A      | Porto, Portugalia             | Portugalia             | 1:3      | Eliminacje do Mistrzostw Europy 2012           |
| 9.  | 12 października 2010 | A      | Kopenhaga, Dania              | Cypr                   | 2:0      | Eliminacje do Mistrzostw Europy 2012           |
| 10. | 17 listopada 2010    | A      | Århus, Dania                  | Czechy                 | 0:0      | Towarzyski                                     |

## Osiągnięcia
Manchester United
- Mistrzostwo Anglii: (2) 2010/2011, 2012/2013
- Tarcza Wspólnoty: (2) 2011, 2013